# Avricourt (Oise)
Avricourt ist eine französische Gemeinde mit 237 Einwohnern (Stand: 1. Januar 2022) im Département Oise in der Region Hauts-de-France (vor 2016 Picardie). Sie gehört zum Arrondissement Compiègne und zum Kanton Thourotte.

## Geographie
Die Gemeinde Avricourt liegt an der oberen Avre an der Grenze zum Département Somme, etwa 29 Kilometer nördlich von Compiègne. Umgeben wird Avricourt von den Nachbargemeinden Roiglise im Nordwesten und Norden, Margny-aux-Cerises im Norden und Nordosten, Beaulieu-les-Fontaines im Osten, Candor im Südosten und Süden, Amy im Südwesten und Westen sowie Verpillières im Nordwesten.

## Bevölkerungsentwicklung
| Jahr                       | 1962 | 1968 | 1975 | 1982 | 1990 | 1999 | 2006 | 2013 | 2021 |
| Einwohner                  | 205  | 185  | 174  | 188  | 195  | 216  | 254  | 257  | 241  |
| Quellen: Cassini und INSEE |      |      |      |      |      |      |      |      |      |

## Sehenswürdigkeiten
- Kirche Saint-Éloi aus dem 18. Jahrhundert
- Schloss
- Wasserturm

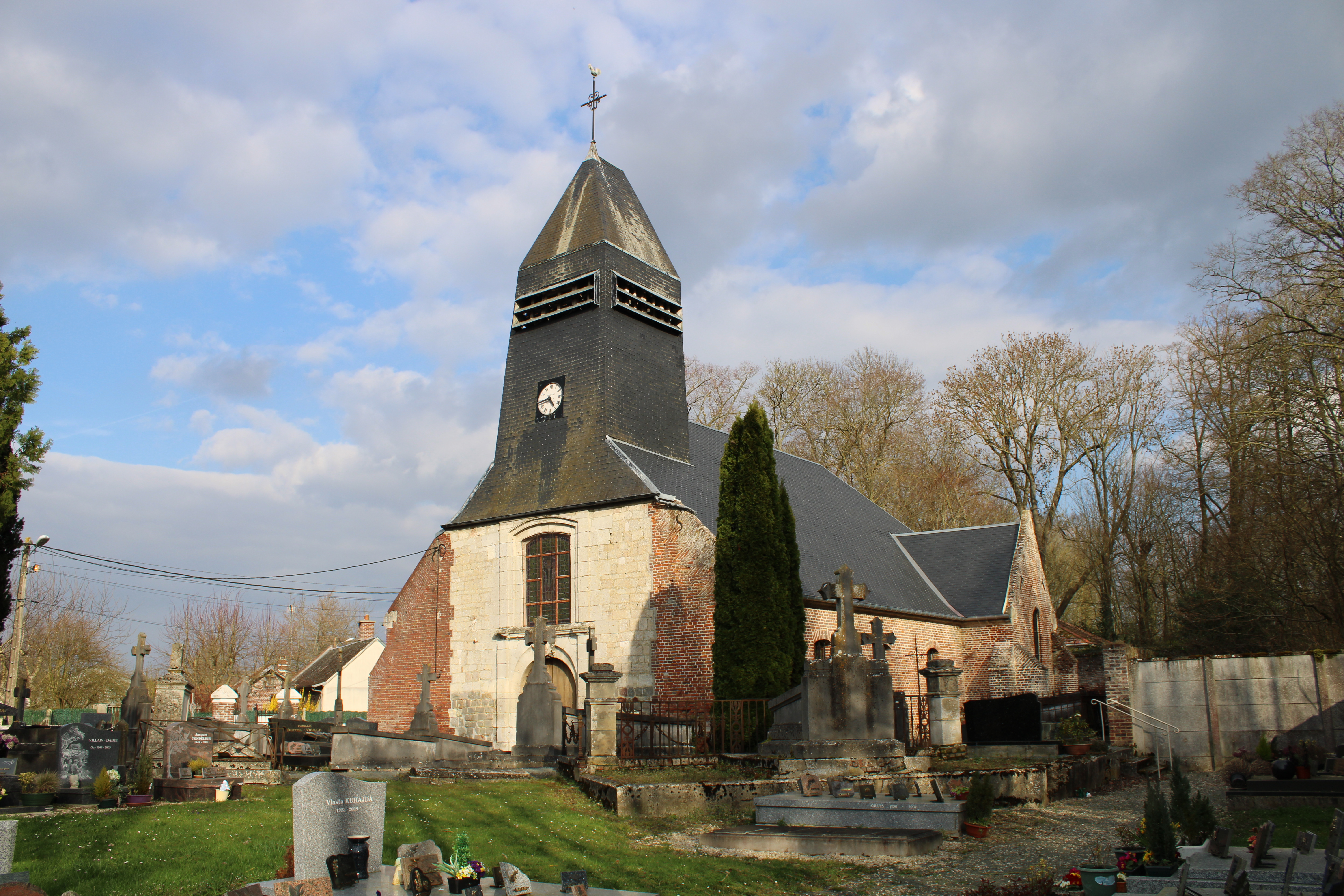
Kirche Saint-Éloi
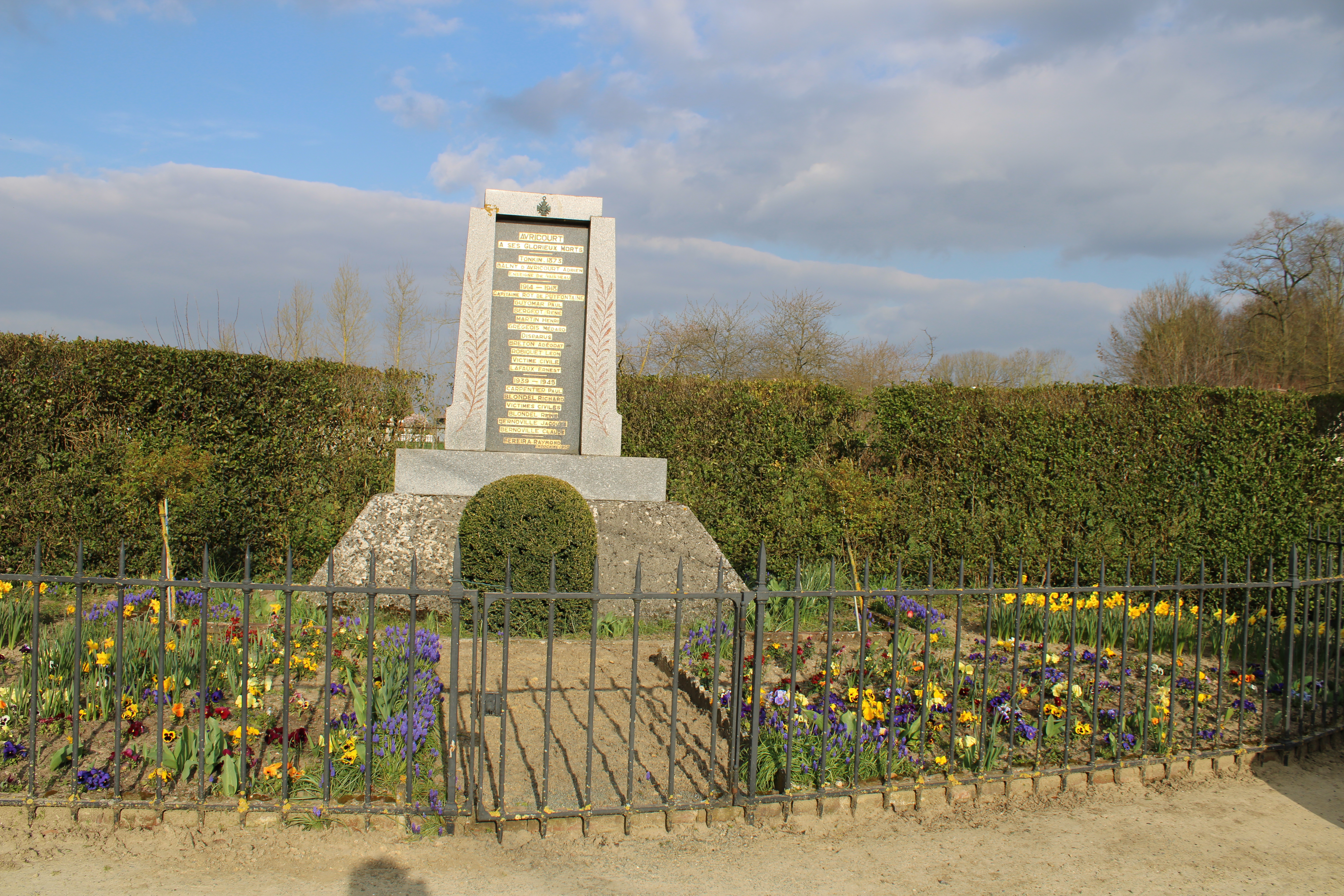
Gefallenendenkmal